# Thon (Nürnberg)
Thon ([toːn] ⓘ) ist seit 1899 ein Stadtteil der kreisfreien Stadt Nürnberg in der Nordwestlichen Außenstadt, der Name der Gemarkung 3472 und der Name des statistischen Bezirks 74.

## Geographie
Thon liegt im Norden Nürnbergs. Durch die Bundesstraße 4 von Nürnberg nach Erlangen ist der Stadtteil in der Mitte getrennt. Im Süden grenzt er an die eigentliche Stadt, im Norden, Westen und teilweise im Osten an die Felder des Knoblauchslandes.

## Geschichte
Der Ort wurde 1352 als „ze dem Tann“ (= Tannenwald) erstmals urkundlich erwähnt. Der Ort lag verkehrsgünstig an einer Fernhandelsstraße in Richtung Hamburg/Lübeck bzw. Leipzig/Danzig. Im Ersten und im Zweiten Markgrafenkrieg wurde der Ort zerstört. Um 1560 umfasste das Dorf vier Bauernhöfe und neun Güter, die im Besitz des Nürnberger Patriziats waren. Die Dorf- und Gemeindeherrschaft hatte das Nürnberger Landpflegamt.
Gegen Ende des 18. Jahrhunderts bestand Thon aus 15 Anwesen und ein Gemeindehirtenhaus. Das Hochgericht übte die Reichsstadt Nürnberg aus, was aber vom brandenburg-bayreuthischen Oberamt Baiersdorf bestritten wurde. Die Dorf- und Gemeindeherrschaft hatten die Nürnberger Eigenherren von Grundherr inne. Grundherren waren die Nürnberger Eigenherren von Ebner (1 Gütlein), von Grundherr (2 Halbhöfe, 1 Viertelhof, 2 Güter, 2 Gütlein), von Haller (4 Gütlein), von Holzschuher (1 Gut), von Tucher (2 Gütlein).
1796 kam Thon an Preußen und wurde vom Justiz- und Kammeramt Erlangen verwaltet, 1810 kam es an Bayern. Im Rahmen des Gemeindeedikts wurde Thon dem 1813 gebildeten Steuerdistrikt Großreuth hinter der Veste zugewiesen. Im selben Jahr entstand die Ruralgemeinde Thon. Sie war in Verwaltung und Gerichtsbarkeit dem Landgericht Erlangen zugeordnet und in der Finanzverwaltung dem Rentamt Erlangen. In der freiwilligen Gerichtsbarkeit unterstand 1 Anwesen von 1822 bis 1834 dem Patrimonialgericht (PG) Almoshof, 2 Anwesen von 1822 bis 1835 dem PG Boxdorf, 1 Anwesen von 1822 bis 1835 dem PG Lohe und Behringersdorf, 4 Anwesen von 1823 bis 1835 dem PG Nemsdorf und 2 Anwesen von 1821 bis 1836 dem PG Weikershof. 1826 wurde Thon dem Landgericht Nürnberg (1879 in Amtsgericht Nürnberg umbenannt) und dem Rentamt Nürnberg überwiesen (1919 in Finanzamt Nürnberg umbenannt). Die übergeordnete Verwaltung wurde ab 1862 vom Bezirksamt Nürnberg übernommen. Die Gemeinde hatte 1888 eine Gebietsfläche von 1,102 km².
Am 1. Januar 1899 wurde Thon in die Stadt Nürnberg eingegliedert.
Heute ist Thon vor allem ein beliebter Stadtteil für junge Familien, denn es existieren mehrere Kindergärten sowie die Grundschule am Thoner Espan. Vor allem nach Westen sind in den letzten Jahren einige Straßenzüge neu geschaffen worden.
Anfang der 1990er Jahre wurden an der damaligen Bus- und Straßenbahn-Endhaltestelle Thon die Schöller Stiftungen (zunächst Schöller Holding) errichtet. Die modernen Bürobauten beherbergen neben der Sparkasse verschiedene Versicherungen und Kanzleien.

### Baudenkmäler
- Äußere Bucher Straße 15: Fachwerkgiebel
- Äußere Bucher Straße 17: Wohnstallhaus
- Äußere Bucher Straße 27: Gasthaus Zu den goldenen Hirschen
- Äußere Bucher Straße 31: Wohnhaus
- Hufelandstraße 54: Wohnhochhaus „Sonnenwohnheim für berufstätige Frauen“
- Kleinreuther Weg 87: Ehemalige Möbelfabrik Theodor Prasser

### Einwohnerentwicklung
| Jahr      | 1818   | 1840   | 1852   | 1855   | 1861   | 1867   | 1871   | 1875   | 1880   | 1885  | 1890   | 1895   | 1900   |
| Einwohner | 127    | 167    | 175    | 164    | 154    | 176    | 253    | 234    | 253    | 378   | 366    | 403    | 397    |
| Häuser    | 21     | 24     |        |        |        |        | 30     |        |        | 42    |        |        | 44     |
| Quelle    | [ 11 ] | [ 12 ] | [ 13 ] | [ 13 ] | [ 14 ] | [ 13 ] | [ 15 ] | [ 13 ] | [ 13 ] | [ 7 ] | [ 13 ] | [ 13 ] | [ 16 ] |

## Religion
Der Ort ist seit der Reformation überwiegend protestantisch. Die Einwohner evangelisch-lutherischer Konfession sind nach St. Andreas gepfarrt, die Einwohner römisch-katholischer Konfession sind nach St. Clemens gepfarrt. Beide Pfarreien betreiben ein gemeinsames ökumenisches Gemeindezentrum.

## Verkehrsanschluss

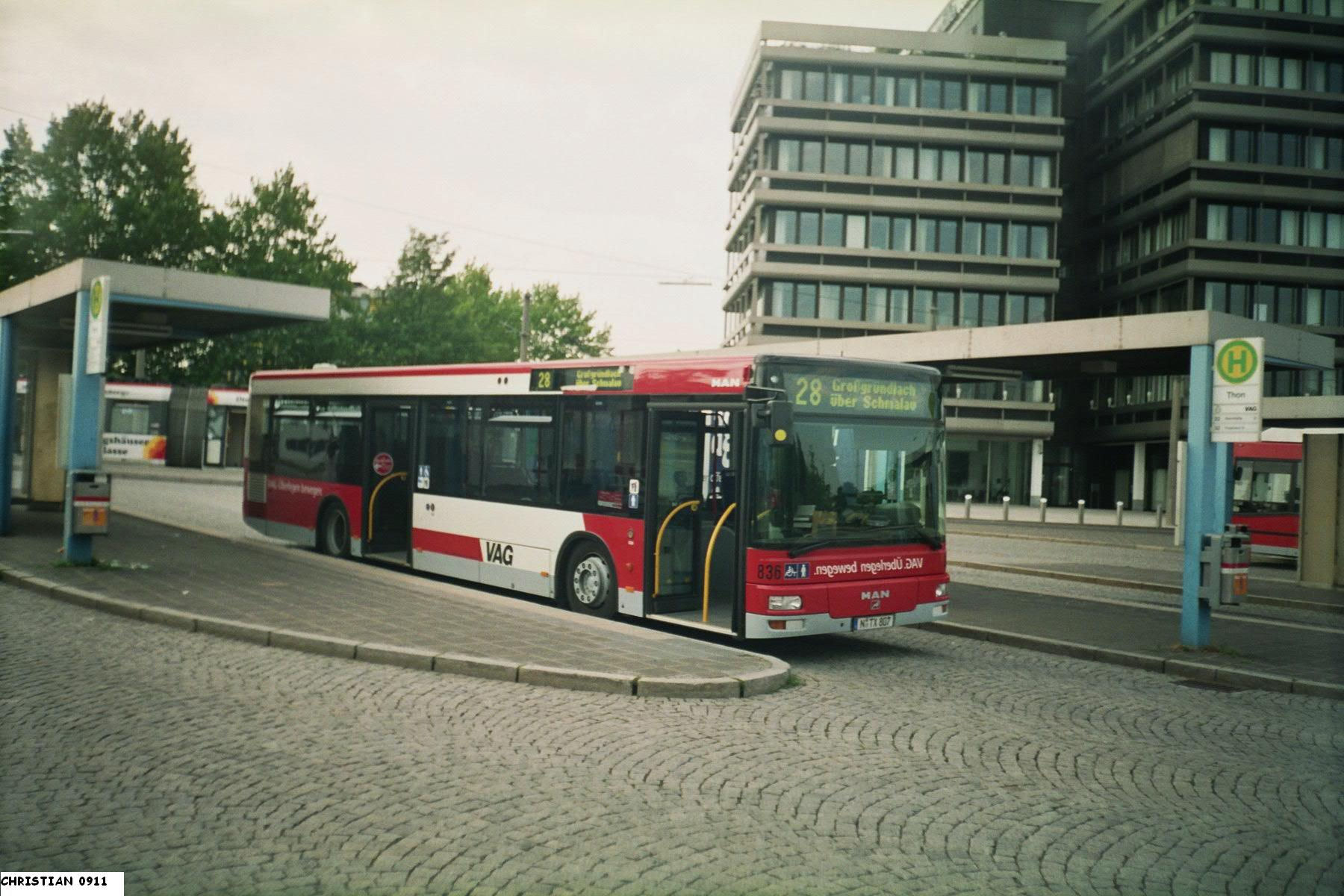
VAG-Bus 836 als Linie 28.

Die Haltestelle Thon war noch bis 2016 der zentrale Verkehrsknotenpunkt im Norden Nürnbergs mit Park-and-ride-Möglichkeit. Hier endeten die Straßenbahnlinie 4 (über den Plärrer nach Gibitzenhof) sowie die Buslinien 20 (Erlangen Hugenottenplatz), 22 (Herrnhütte), 26 (Berufsförderungswerk), 28 (Großgründlach-Nord), 29 (Am Steig), 30 (über Erlangen-Tennenlohe nach Erlangen Hugenottenplatz), 30E (Erlangen Hugenottenplatz), 31 (Neunhof), 32 (Flughafen), 35 (Röthenbach), 45 (Mögeldorf-Bahnhof), 47 (Heilig-Geist-Spital – Thon – Forchheimer Straße) und N10 (Erlangen Hugenottenplatz – Nürnberg Hauptbahnhof). So wurde Thon über diverse Buslinien mit den restlichen Stadtteilen der Nordstadt sowie den Orten des Knoblauchslandes und der Nachbarstadt Erlangen verbunden. Auch der Flughafen war in weniger als zehn Minuten per Bus zu erreichen.
Nach der Verlängerung der Straßenbahn bis zur neuen Endhaltestelle „Am Wegfeld“ wurde der Busknotenpunkt größtenteils dorthin verlagert.
| Linie               | Verlauf | Takt                                       |
| ------------------- | --- | ------------------------------------------ |
| Straßenbahnlinie 4  | Gibitzenhof – Dianaplatz – Alemannenstraße – Brehmstraße – Landgrabenstraße – Steinbühl – Kohlenhof – Plärrer – Obere Turnstraße – Hallertor – Tiergärtnertor – Friedrich-Ebert-Platz – Juvenellstraße – Bucher Straße/Nordring – Thon – Cuxhavener Straße – Schleswiger Straße – Bamberger Straße – Am Wegfeld Stand: Fahrplanwechsel Dezember 2024 | 10 min (werktags) 20 min (sonn-/feiertags) |
| Straßenbahnlinie 10 | Dutzendteich – Fliegerstraße – Immelmannstraße – Scharrerstraße – Peterskirche – Harsdörfferplatz – Schweiggerstraße – Hummelsteiner Weg – Aufseßplatz – Christuskirche – Heynestraße – Landgrabenstraße – Steinbühl – Kohlenhof – Plärrer – Obere Turnstraße – Hallertor – Tiergärtnertor – Friedrich-Ebert-Platz – Juvenellstraße – Bucher Straße/Nordring – Thon – Cuxhavener Straße – Schleswiger Straße – Bamberger Straße – Am Wegfeld Stand: Fahrplanwechsel Dezember 2024 | 10 min (werktags) 20 min (sonn-/feiertags) |